# Політика стримування
Полі́тика стри́мування (політика ядерного стримування, англ. Containment) — геополітична теорія, яку розробив американський дипломат Джордж Кеннан у 1940-х. Теорія стримування нерозривно пов'язана з концепцією взаємно-гарантованого знищення, яка забезпечує підтримання миру на основі неминучості тотальної відплати супротивника у разі завдавання по ньому першого ядерного удару.

## Історія
Ця теорія лягла в основу радянсько-американських відносин і світової політики як такої в другій половині XX століття. Основні положення теорії стримування продовжують зберігати свою актуальність і в XXI столітті, оскільки ядерна зброя досі відіграє значну роль у світовій політиці, і військові доктрини Росії та США багато в чому засновані на використанні її як «фактора стримування».
На думку критиків Кеннана, практика стримування призводить до перегонів озброєнь і, як наслідок, до більшого ризику збройного конфлікту і загрози постійного бюджетного дефіциту через перефінансування військової промисловості. Крім того, теорія має на увазі прагматичний підхід і не враховує ідеологічних розбіжностей між сторонами.